# Daniel Batista Lima
Daniel Batista Lima est un footballeur d'origine cap-verdienne et international grec des années 1980 et 1990. Attaquant de talent, il fut surnommé le Gullit du pauvre et est l'un des joueurs les plus emblématiques de l'histoire de l'Ethnikós Le Pirée et surtout de l'AEK Athènes FC.

## Biographie
Daniel Batista Lima est né le 9 septembre 1964 sur les îles du Cap-Vert et obtient la nationalité portugaise et néerlandaise afin de pouvoir rejoindre son oncle en Grèce. Celui-ci, Noni Lima, est alors l'un des joueurs importants du Paniónios Athènes.
Il a effectué l'ensemble de sa carrière professionnelle sur le territoire grec. Joueur majeur de l'AEK Athènes FC, il a permis à son club de remporter pas moins de sept titres, dont un championnat de Grèce en 1992 et deux coupes de Grèce en 1996 et 1997. À la suite de ses excellentes performances, il est convoqué en 1994 en équipe de Grèce, devenant le premier joueur noir à jouer avec la Grèce. Il marque 2 buts en 14 sélections en équipe nationale.
Il termine sa carrière de joueur en 2001 à l'Aris FC. Il entame depuis une carrière d'entraîneur, et a notamment dirigé durant quatre ans le GS Diagoras Rhodes, de 2003 à 2004.
En 2013, il occupe le poste d'entraineur adjoint au club de Paniónios GSS.